# Quilotórax
El quilotórax es la acumulación anormal de linfa, en el espacio pleural, es decir entre el pulmón y la pared del tórax. Se considera una variedad infrecuente de derrame pleural. 
Dependiendo de su causa, pueden clasificarse en congénito (muy raro) y adquirido. Dentro de los adquiridos los quilotorax pueden ser traumáticos y no traumáticos.  El traumático suele deberse a heridas penetrantes del cuello o el tórax que lesionan el conducto torácico, a veces es una complicación de la cirugía cardiaca. El quilotórax no traumático en cambio está originado, entre otras causas, por lesiones tumorales malignas, como la enfermedad de Hodgkin, otros linfomas y tumores del mediastino que provocan obstrucción del conducto torácico y hacen imposible el drenaje de la linfa al sistema venoso. En cuanto al congénito, aparece en el periodo neonatal siendo la principal causa de quilotorax en recién nacidos vivos
El quilotórax es una afección rara pero grave, ya que indica una fuga del conducto torácico o una de sus ramas. Existen muchos tratamientos, tanto quirúrgicos como conservadores. Aproximadamente el 2-3% de todas las acumulaciones de líquido que rodean los pulmones (derrames pleurales) son quilotórax. Es importante distinguir un quilotórax de un pseudoquilotórax (un derrame pleural con altos niveles de  colesterol ), que tiene una apariencia similar visualmente pero es causado por procesos inflamatorios crónicos y requiere un tratamiento diferente. 